# Wasylkiwka
Wasylkiwka – osiedle typu miejskiego w obwodzie dniepropietrowskim Ukrainy, siedziba władz rejonu wasylkiwskiego.
Leży nad rzeką Wowcza.

## Historia
Osada założona w 1775.
Status osiedla typu miejskiego posiada od 1957.
W 1989 liczyła 12 764 mieszkańców.
W 2013 liczyła 11 916 mieszkańców.